# Langes Moor (Landkreis Vorpommern-Rügen)
Koordinaten: 54° 34′ 42,9″ N, 13° 23′ 46,6″ O
Das Naturschutzgebiet Langes Moor ist ein Naturschutzgebiet in Mecklenburg-Vorpommern. Es umfasst eine Fläche von 72 Hektar und befindet sich auf der Schaabe der Insel Rügen fünf Kilometer nordwestlich des Ortes Glowe. Die Flächen grenzen unmittelbar an den Großen Jasmunder Bodden. Die Ausweisung erfolgte am 5. November 1990. Der Gebietszustand wird als gut eingestuft, da eine weitgehend ungestörte Entwicklung stattfindet. Das Naturschutzgebiet ist Teil des FFH-Gebiets Nordrügensche Boddenlandschaft.
Entlang des Boddenufer führt ein Wanderweg, der Einblicke in das Naturschutzgebiet ermöglicht.

## Geschichte

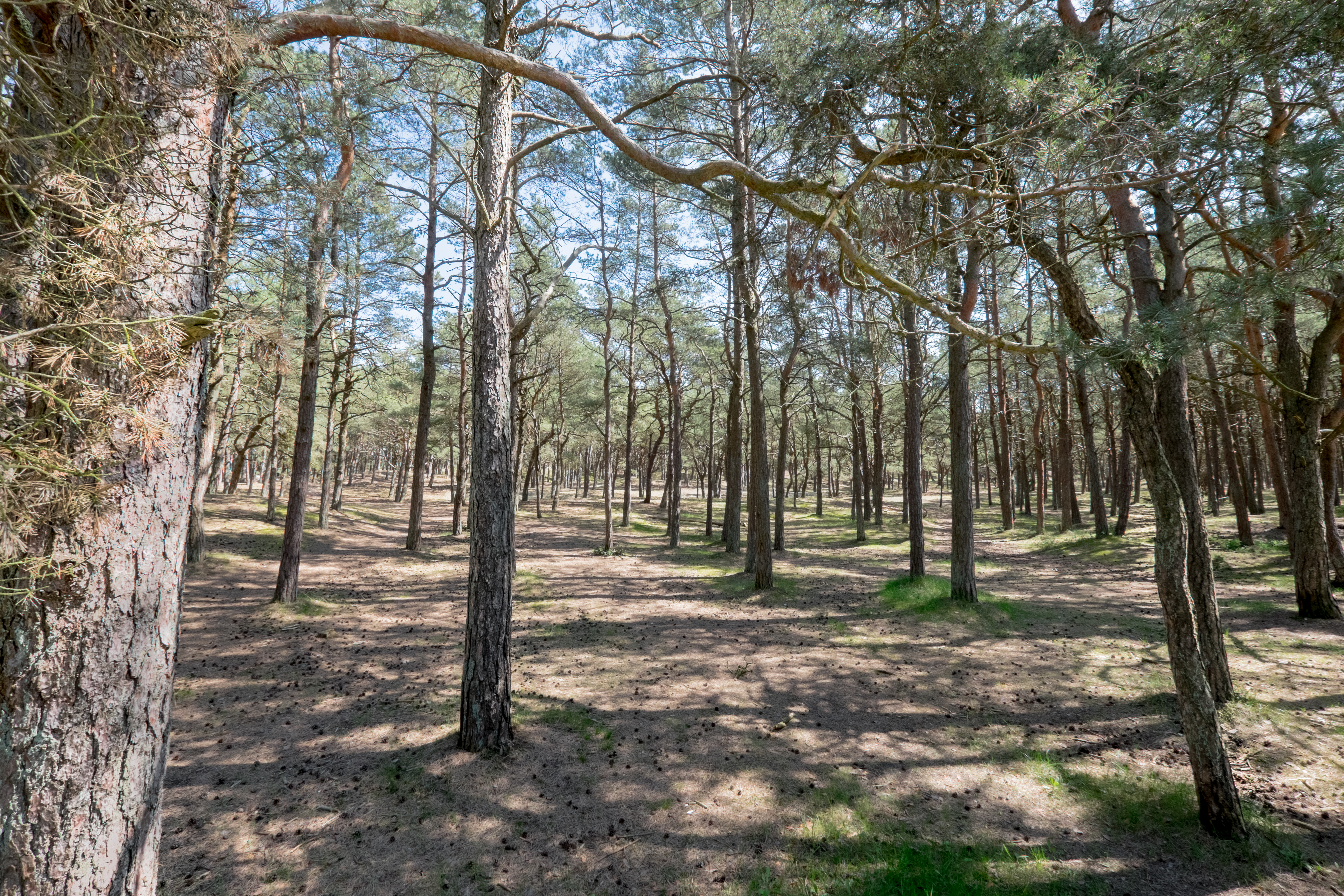
Kiefernwald beim Langen Moor

Die Schaabe entstand als Nehrungshaken mit Reffen (Strandwall), Riegen (Vertiefung zwischen zwei Strandwällen) und Dünen nach dem Meeresspiegelanstieg der Littorina-Transgression. Das Lange Moor besteht aus einer großen Riege von einem Kilometer Länge und 100 Meter Breite. Die Riege versumpfte bei wechselndem Wasserständen und Torfbildung setzte ein. Aktuell wird im Versumpfungsmoor eine Torfmächtigkeit von durchschnittlich einem Meter erreicht.
Menschliche Besiedlung ist seit der Steinzeit belegt. Wittower Bauern nutzten die Flächen als Hutewald und als Heide. Auf dem Weg entlang des Boddens wurde Vieh getrieben. Ab den 1850er Jahren wurde die Schaabe mit Kiefern aufgeforstet. Mittels eines Grabensystems wurde versucht, auch im Langen Moor eine forstliche Nutzung zu etablieren.

## Pflanzen- und Tierwelt
Röhrichte, Riede und Flutrasen finden sich im Gebiet. Typische Pflanzenarten sind Schilf, Binsenschneide, Gemeiner Froschlöffel, Schmalblättriger Merk, Steif-Segge, Ufer-Wolfstrapp, Gewöhnlicher Gilbweiderich, Blasen-Segge, Schmalblättriges Wollgras, Moor-Labkraut, Fieberklee und Sumpfblutauge.
In den Randbereichen des Moores wächst Heidevegetation mit Krähenbeere, Heidekraut und Pfeifengras. Am Boddenufer treten kleinflächig Sand-Magerrasen mit Sand-Segge und Grasnelke auf. Salzmiere kommt direkt am Ufer des Boddens vor. Die zum Naturschutzgebiet gehörenden Flachwasserbereiche bedeckt Salde und Kamm-Laichkraut.
Brutvögel im Gebiet sind Mäusebussard, Rotmilan, Rohrweihe, Kolkrabe, Schwarz- und Kleinspecht. Der Seeadler nutzt die Flächen als Nahrungshabitat. Die Herpetenfauna wird bestimmt von Kreuzotter, Ringelnatter, Blindschleiche sowie von Spring-, Gras- und Moorfrosch.

## Galerie

Bodden beim Langen Moor
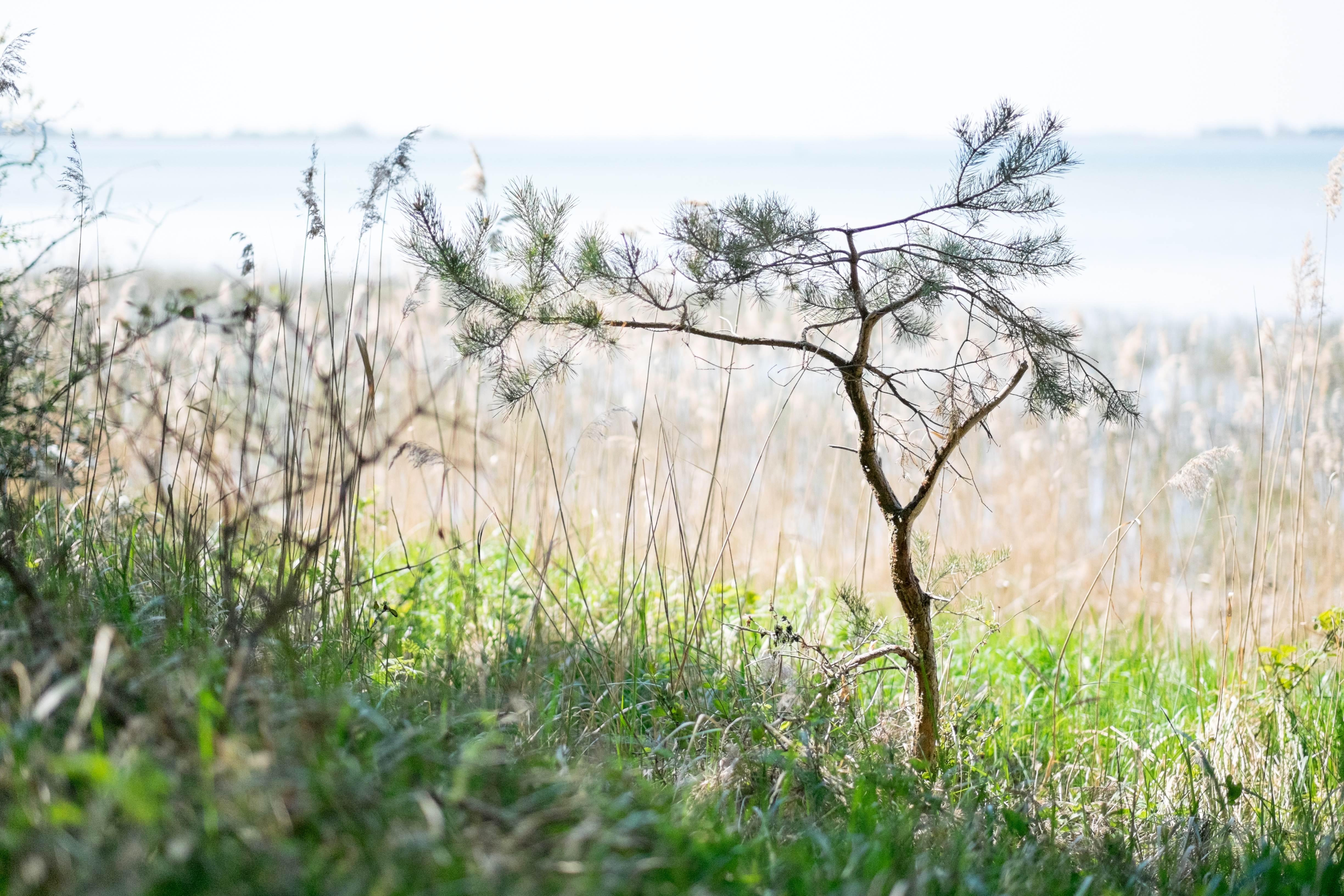
Beim Langen Moor
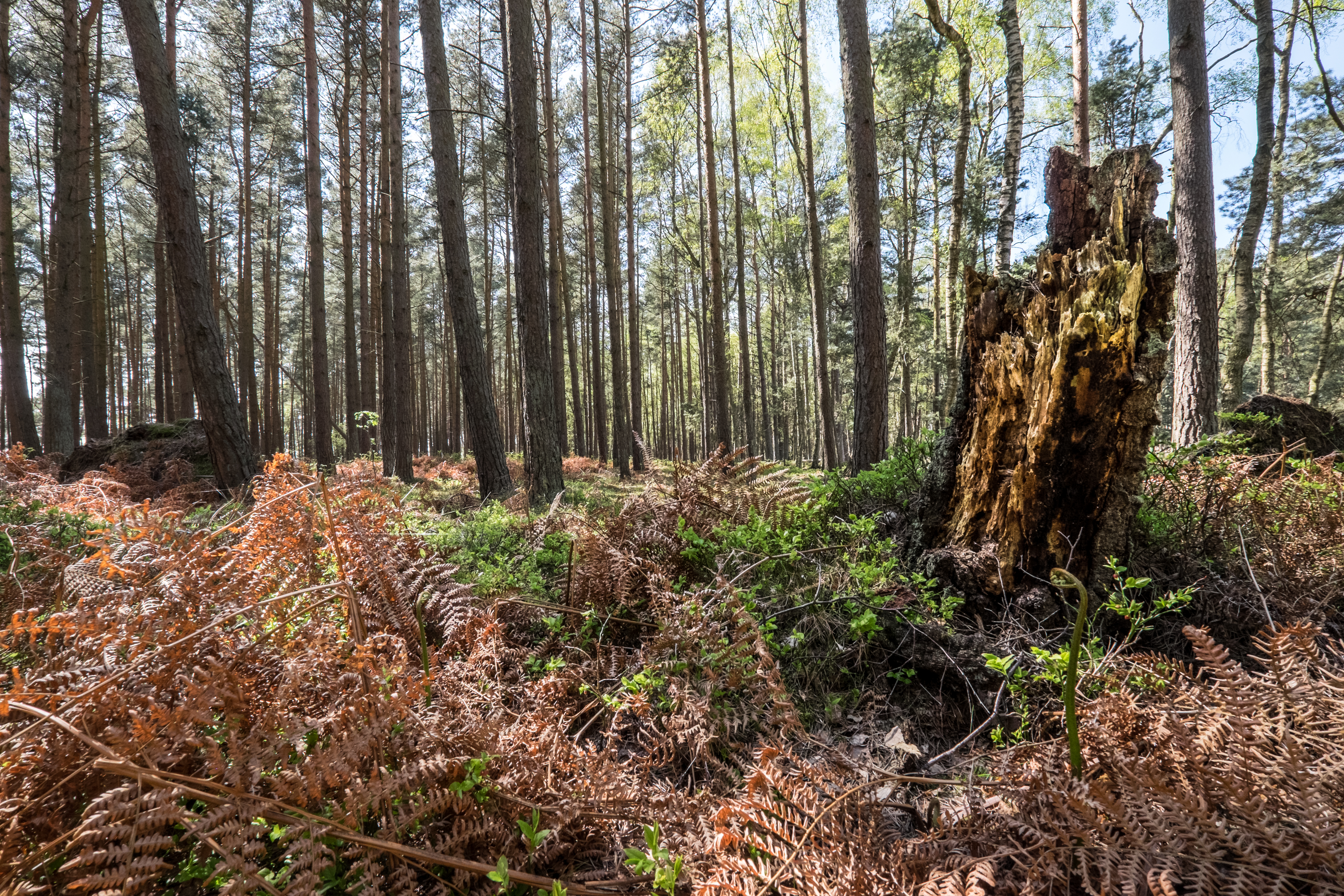
Beim Langen Moor
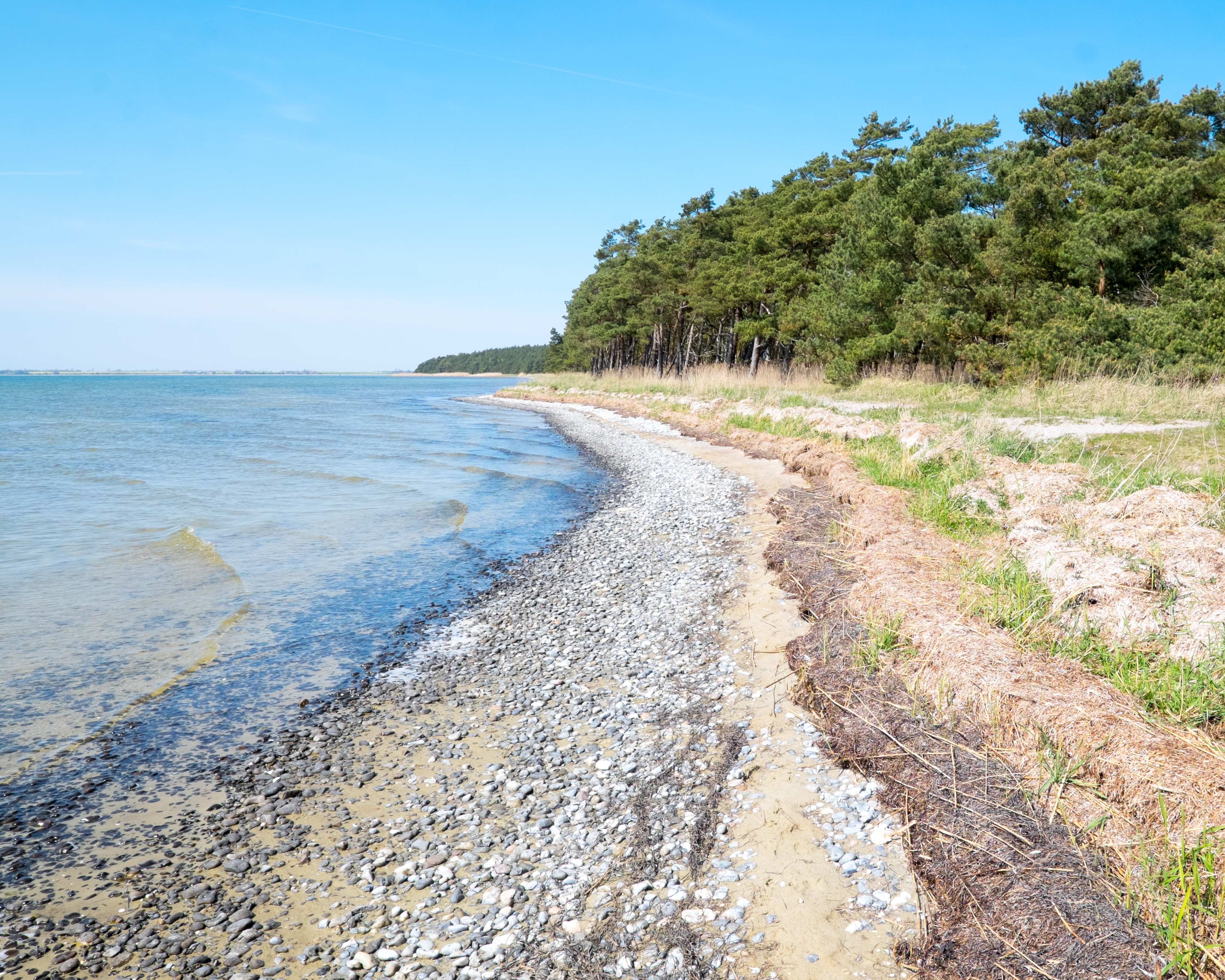
Boddenstrand beim Langen Moor
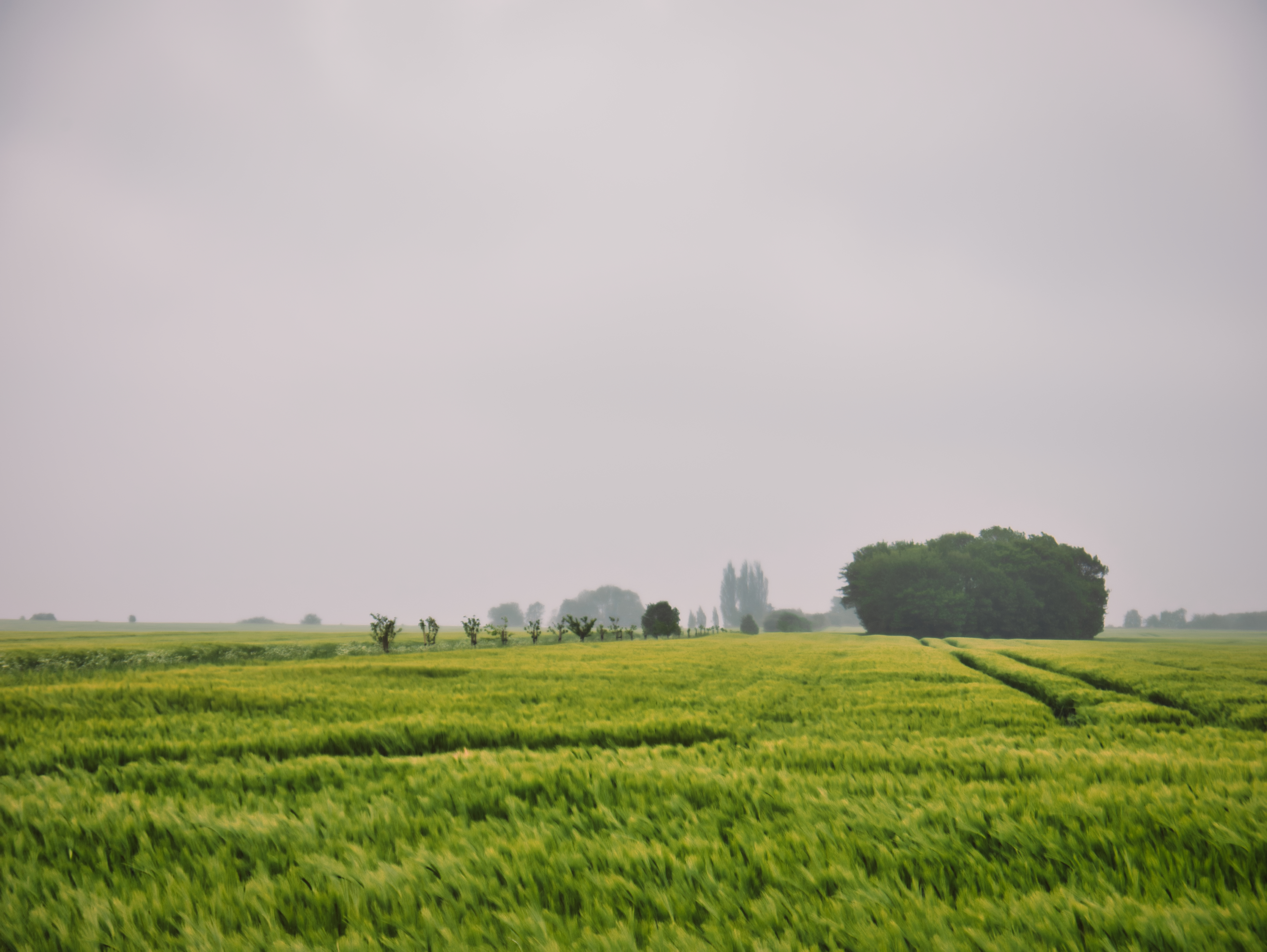
Felder beim Langen Moor